# Relaciones Emiratos Árabes Unidos-Perú
Las relaciones Perú-Emiratos Árabes Unidos son las relaciones bilaterales entre Perú y los Emiratos Árabes Unidos (EAU). Ambos países son miembros de las Naciones Unidas y del Movimiento de Países No Alineados.

## Historia
Ambos países establecieron relaciones el 17 de junio de 1986. En 2011, Perú abrió un consulado general y una oficina comercial en Dubái. La ciudad también alberga una importante comunidad peruana, la más grande en un país árabe, y alberga la mayor cantidad de restaurantes peruanos en Medio Oriente. En marzo de 2016, los EAU abrieron una embajada en Lima.

## Visitas de alto nivel
Visitas de alto nivel de Perú a Emiratos Árabes Unidos
- Ministro de Asuntos Exteriores José Antonio García Belaúnde (2009)[4]
- Ministro de Economía Luis Miguel Castilla (2013)[5]

Visitas de alto nivel de Emiratos Árabes Unidos a Perú
- Ministro de Asuntos Exteriores Abdullah bin Zayed Al Nahyan (2009 y 2014)[6][7]

## Comercio
Los Emiratos Árabes Unidos son el primer socio comercial del Perú en el mundo árabe. En 2020, el comercio entre ambos países alcanzó los US$ 530 millones. Perú es el segundo destino de inversiones de los Emiratos Árabes Unidos en Sudamérica.

## Transporte
En 2023, ambos países firmaron un acuerdo de viajes para que Emirates comience a operar vuelos directos a Lima.

## Misiones diplomáticas residentes
- El Perú tiene una embajada en Abu Dhabi.

- Perú tiene un consulado general en Dubái.

- Los Emiratos Árabes Unidos tienen una embajada en Lima.